# Чернышов, Степан Петрович
Степан Петрович Чернышов (1862 — после 1928) — русский врач, невропатолог и терапевт.
Родился в 1862 году. Происходил из мещан.
Окончил 3-ю Московскую гимназию и медицинский факультет Московского университета (1888). В 1893 году получил степень доктора медицины за диссертацию «К топографии белого и серого вещества спинного мозга».
В 1894 году в течение 35 лет преподавал в Московском университете курс анатомии центральной нервной системы — приват-доцент, затем профессор. Одновременно состоял ординатором Яузской больницы (до 1907), позднее — старшим врачом 1-й Градской больницы.
Опубликовал более 30 работ. Наиболее важные из них — диссертация «Эпидемия возвратного тифа за 1893—1894 гг. по материалу Яузской больницы», «Паталогическая анатомия коматозной формы малярии» (1902), «Вес головного мозга человека» (1913). Им было отредактировано и издано в 1897 году «Руководство к изучению анатомии центральной нервной системы» профессора Оберштейера. В 1897—1899 гг. был соредактором журнала «Врачебные записки». Состоял членом многих научных обществ.